# جريمسفونت
جرينسفوتن هو بركان نشط يحتوي على نظام تصدع (جزء منه تحت جليدي) يقع في حديقة فاتناجوكول الوطنية في آيسلندا، ثار أخر مرة في 21-28 مايو 2011. 